# 耶律辨才
耶律辨才（1171年—1237年），遼太祖長子東丹王耶律倍的八世孫，金朝政治人物，义州人。

## 生平
耶律辨才父親耶律履在金章宗明昌初拜尚書右丞；二弟耶律善才官至都水監使；三弟耶律楚材於元朝為中書令。耶律辨才身材雄伟、性格豪爽、经常以志节自负。十七歲時（1188年）以門弟資格試護衛，在七百多名校射者中得第三。泰和中，跟從金兵南征，攻取三關，以十一騎輕身入光州。當時南宋已復三關，耶律辨才復奪而出，身被十三道創傷，以功授冀州錄事判官，轉曹州司候。
宣宗朝嘉許其功勞，授順天軍節度副使。貞祐二年（1214年）宣宗南渡，耶律辨才和耶律善才當護衛，辨才奏充孟津提控。興定中，選授京兆府兵馬使、靜難軍節度副使，左降河中府判官。復次同知睢州軍州事，兼歸德府推官。歷中京兵馬副都指揮使。宣宗皇帝召見，問他軍政利害，他表示當時將相多不稱職，因此遂忤權貴，出為許州兵馬鈴轄，召授武廟署令。
金正大九年（1232年）正月，汴京被圍，耶律辨才、善才兩兄弟皆在汴京，耶律楚材奉召索回兩人北歸。耶律辨才歸真定，病死於1237年（元太宗窝阔台九年、南宋嘉熙元年）。
妻子靖氏。子耶律鏞，文學家元好問的弟子。男孫耶律志公奴及耶律謝家奴。